# よしもと新喜劇映画商店街戦争〜SUCHICO〜
『よしもと新喜劇映画 商店街戦争〜SUCHICO〜』（よしもとしんきげきえいが しょうてんがいせんそうすちこ）は、2017年3月4日公開の日本映画。

## 概要
本作は、吉本興業と毎日放送との協力制作で、第8回沖縄国際映画祭のTVディレクターズMOVIEの出品作品として2016年に制作された長編映画である。監督に谷口仁則、脚本に久馬歩・覚王山を迎え、撮影のほとんどが大阪市大正区で行われた。
沖縄国際映画祭では主演のすっちー、武田幸三、松本穂香らが舞台挨拶をし、観客を賑わせた。
その後京都国際映画祭2016にも出品された。2017年2月19日には撮影地の大阪市大正区でのプレミア先行上映会、2017年3月4日よりヒューマントラストシネマ渋谷より全国順次公開も決定している。

## あらすじ
芸人のすち子と刑事春日が出会い、とある商店街でおこる連続行方不明事件にかかわってゆくことになる。

## キャスト
- すち子：すっちー
- 春日昌平：武田幸三
- 鮫島ニナ：松本穂香
- 春日ゆい：高野祐衣
- 中川貴志
- 清水けんじ
- 松浦真也
- 吉田裕
- 安井まさじ
- 浅香あき恵
- 未知やすえ
- 森田まりこ
- 酒井藍
- 福田多希子
- ジョージ：お〜い!久馬
- 田島拓郎：丹古母鬼馬二
- 小川竜二：土平ドンペイ
- 中谷：ANI (スチャダラパー)
- 田島鈴子：三木美加子
- 与市：横山一敏
- 女医：一ノ瀬文香
- 田藤：藤田茂明
- チビ：前田志良（ビコーン!）
- デク：リー5世
- 元ヤクザ：ストライク佐竹
- 鮫島勝：志賀勝
- 警部：兵動大樹
- 内場勝則

## スタッフ
- 監督：谷口仁則
- 脚本：久馬歩、覚王山、谷口仁則
- 音楽：南方健太郎
- 撮影：和田卓
- 照明：本村毅
- 製作：藤原寛
- エグゼクティブプロデューサー：片岡秀介
- スーパーバイザー：黒井和男
- MBS：岡田公伸、向井功
- プロデューサー：東郷泰樹、田島雄一、安達澄子、谷口友紀

## 備考
ほとんどのシーンが大阪市大正区で撮影されている。大正区役所、大正会館、三泉商店街、大正内港など。
本作で、デク役を務めた『リー5世』は英語字幕も担当している。